# Sogni al cielo
Sogni al cielo è un singolo del cantautore italiano Alex Wyse, pubblicato il 4 ottobre 2021 come primo estratto dal primo EP Non siamo soli.

## Descrizione
Il brano, scritto dallo stesso cantautore, è prodotto da Francesco Catitti, in arte Katoo, e ha anticipato l'uscita dell'EP Non siamo soli, uscito il 10 giugno 2022.

## Promozione
Il brano è stato presentato in anteprima nel corso della ventunesima edizione del talent show Amici di Maria De Filippi.

## Tracce
Testi e musiche di Alessandro Rina.
1. Sogni al cielo – 3:00

## Classifiche
| Classifica (2021) | Posizione massima |
| ----------------- | ----------------- |
| Italia            | 67                |